# Леванова, Анна Николаевна
Анна Николаевна Леванова (19 декабря 1988, Москва) — российская актриса телевидения и кино, известная по фильмам «Макмафия» и «Две женщины». Лауреат премии Юла Бриннера Международного кинофестиваля стран Азиатско-Тихоокеанского региона «Меридианы Тихого океана» за роль в фильме «Две женщины» (2014). 

## Биография
Анна Леванова (урожденная Булатова) родилась в Москве. Воспитывалась в семье где не было профессиональных актёров или музыкантов, однако семейные концерты и спектакли всегда являлись традицией. С раннего детства Анна участвовала в школьных «капустниках» и ходила в Детский театр эстрады. Родители поддержали решение дочери стать актрисой.
Окончив школу Анна не смогла поступить по конкурсу в театральный ВУЗ. Подала документы в Государственный музыкально-педагогический институт имени М. Ипполитова-Иванова и успешно закончила обучение в 2010 году по классу народного вокала.
На четвертом курсе музыкально-педагогического института Леванова предприняла четвертую попытку поступить в театральное училище и поступила в Высшее театральное училище имени Михаила Щепкина в мастерскую Василия Бочкарева. В 2013 году окончила и это учебное заведение. 
С 2013 по 2016 годы работала в труппе Московского театра «Современник». Исполняла роль Золушки в спектакле «Золушка» по пьесе Евгения Шварца, дочери врача в «Декамероне» Джованни Боккаччо. В 2013 году сыграла в Центре Владимира Высоцкого роль Лизаньки в спектакле «Зойкина квартира» по Михаилу Булгакову.
С 2016 года работает в театре Музыки и Поэзии Елены Камбуровой. 
С 2011 года активно снимается в кино.

## Работы в кино
- 2011 — «Красавчик» (эпизод);
- 2011 — «Прощание славянки» (Аня, дочь Альбины);
- 2013 — «Летящие по ветру листья» (Зоя);
- 2013 — «Тайны института благородных девиц» (Анна Знаменская);
- 2013 — «Весной расцветает любовь» (Маша);
- 2014 — «Две женщины» (Верочка);
- 2014 — «Лермонтов» (Вера Лопухина);
- 2014 — «Отмена всех ограничений»;
- 2015 — «Вьюга» (Маша Вихрева);
- 2015 — «Однажды и навсегда» (Маша Черкасова);
- 2016 — «За лучшей жизнью» (Даша Тихонова);
- 2016 — «Злая судьба» (Аня Гарина);
- 2016 — «Золушка» (фильм-спектакль, Золушка);
- 2016 — «Москва. Центральный округ. Последний сезон» (Алёна);
- 2016 — «Одиночество» (Арина Золотова);
- 2017 — «Вопреки судьбе» (Катя Романова);
- 2017 — «Выбор» (Людмила Ковалёва);
- 2017 — «Напрасные надежды» (Вера Семиплатова);
- 2018 — «Макмафия» (Наташа Калягина);
- 2018 — «На самой грани» (Аня Карышева);
- 2018 — «Соседка» (Настя Беликова);
- 2019 — «Близко к сердцу» (Милана);
- 2019 — «До Нового года осталось…» (сестра Александры);
- 2020 — «Нефритовая черепаха» (Алёна);
- 2020 — «Призраки Арбата» (Юля Северова);
- 2022 — «Репейник» (Варя Алябьева);
- 2022 — «Тест на беременность-3» (Галина Сазонова);
- 2023 — «8 лет в ожидании любви» (Светлана).
- 2025 — « На крыльях счастья» (Анна);